# Pontijnse Eilanden

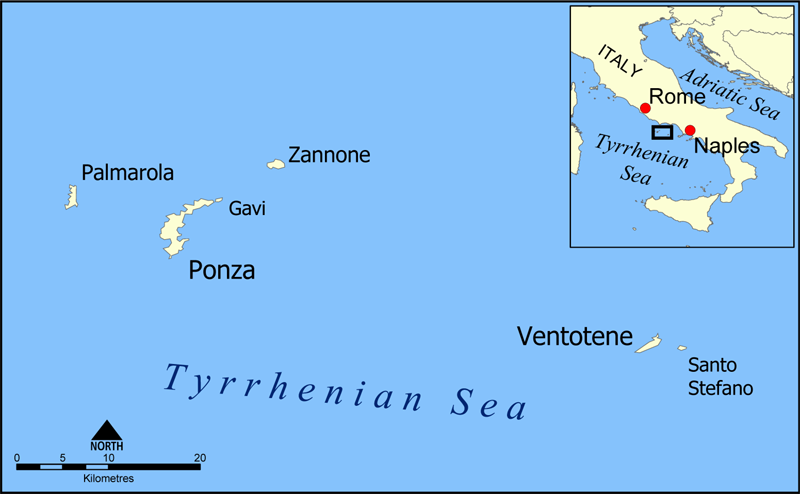
Ligging van de zes eilanden

De Pontijnse Eilanden (Italiaans: Isole Ponziane of Isole Pontine) zijn een eilandengroep in de Tyrreense Zee voor de kust van het Italiaanse Lazio. Zij zijn genoemd naar het grootste eiland Ponza. Er wonen circa 4000 mensen.
Er zijn zes eilanden, bestuurlijk ingedeeld in twee gemeenten:
- de eilanden Ponza, Palmarola, Zannone en Gavi vormen de gemeente Ponza.
- de eilanden Ventotene en Santo Stefano vormen de gemeente Ventotene.